# Dama clactoniana
Il daino di Clacton (Dama clactoniana) è un cervide estinto, vissuto nel Pleistocene medio (circa 700.000 - 300.000 anni fa). I suoi resti fossili sono stati ritrovati in Europa (principalmente in Inghilterra). È considerato il diretto antenato dell'odierno daino (Dama dama).

## Descrizione
Il daino di Clacton era molto simile all'odierno daino, ma se ne differenziava per alcuni particolari. La statura era di circa il 20% più grande, e le aste erano dotate di una punta accessoria. I daini attuali possiedono solitamente aste dotate di una punta anteriore e una posteriore, e terminano con la caratteristica espansione palmata da bordo posteriore lobato. Alcuni esemplari di daino attuale, tuttavia, possiedono tre punte proprio come il daino di Clacton, ed è quindi difficile distinguere le due specie. A differenza dei daini attuali, i maschi di Dama clactoniana presentavano palchi con punte tutte rivolte in avanti.

## Classificazione
Dama clactoniana venne descritto per la prima volta da Falconer nel 1868, e i suoi fossili sono stati ritrovati principalmente in alcune località dell'Inghilterra (Clacton, Grays Thurrock, Swanscombe). Sembra che questa forma di daino fosse direttamente ancestrale al daino attuale, e alcuni studiosi non ritengono Dama clactoniana una specie a sé stante, bensì una sottospecie di Dama dama (D. dama clactoniana). 

## Paleobiologia
Dama clactoniana era una specie caratteristica degli interglaciali del Pleistocene medio.